# Cueva de Avaiki
La cueva de Avaiki es el nombre que recibe una cueva situada al oeste de la isla de Niue, cerca de las aldeas de Makefu y Tuapa, 6 km al norte de Alofi, la capital.
El nombre se deriva de la palabra Avaiki Hawaiki, una isla mítica, donde los pueblos de la Polinesia, sitúan su origen. Posee una gruta con aguas de diversos azules, que la hacen una atracción popular.